# Ruitz
Ruitz é uma comuna francesa na região administrativa de Altos da França, no departamento de Pas-de-Calais. Estende-se por uma área de 4,96 km². Em 2010 a comuna tinha 1 586 habitantes (densidade: 319,8 hab./km²).